# ARA Tucumán (D-5)
El ARA Tucumán (D-5) fue uno de los tres destructores o torpederos de la clase Mendoza de la marina de guerra de Argentina. Fue puesto en gradas en 1927, botado en 1928 y asignado en 1929.
Tenía 2120 t de desplazamiento a plena carga, 102,11 m de eslora, 9,68 m de manga y 3,81 m de calado. Su propulsión son dos (2) turbinas de engranajes y cuatro (4) calderas que permitían al buque alcanzar los 36 nudos de velocidad. Su armamento eran cinco (5) cañones de calibre 120 mm, uno de 76 mm, dos cañones pom-pom y seis tubos lanzatorpedos de 533 mm.
Fue clasificado explorador (E-5) en 1927, torpedero (T-5) en 1941 y destructor (D-5) en 1952.

## Labor humanitaria durante la Guerra civil española
En 1936, tras el estallido de la Guerra civil española, el Tucumán como el 25 de Mayo fueron elegidos para exiliar a refugiados del bando republicano en los puertos de Valencia y Alicante. Entre ellos estaban unos 400 asilados en la embajada argentina en Madrid. En total, el Tucumán transportó a más de 1.200 personas en 12 viajes entre noviembre de 1936 y junio de 1937. Entre los rescatados estaban el cuñado y posterior ministro de Francisco Franco, Ramón Serrano Suñer y el portero de fútbol Ricardo Zamora. En julio de 1937, ambos navíos regresaron a Argentina.
Al concluir la guerra, su comandante Mario Casari fue otorgado con la Medalla de Oro del municipio de Alicante. En 1962, el ayuntamiento de Madrid nombró la calle Torpedero Tucumán en el barrio de Nueva España, distrito de Chamartín en honor al torpedero y su labor durante la guerra. Aunque en 2016 la alcaldía anunció que cambiaría el nombre de la vía pública debido a sus vínculos con el franquismo, actualmente en 2023 la calle conserva el nombre de la embarcación. El mismo episodio se repitió en Alicante, que también conservó el nombre de la calle, aunque solo con el nombre de Tucumán.

## Historia posterior
Fue dado de baja en 1962 junto al ARA Mendoza y ARA La Rioja. Sus restos fueron adquiridos por la empresa de metales Rochametal, que procedió a desguazar la nave.